# Дикость 2
«Дикость 2» (англ. Wild Things 2) — американский эротический триллер 2004 года, снятый режиссёром Джеком Пэресом. Слоган картины: «You’ll never guess what’s beneath the surface». Съёмки картины проходили с 17 марта по 4 апреля 2003 года в городе Палм-Бич (Флорида), штат Флорида, США. Премьера в США состоялась 6 марта 2004 года, хотя раньше всех фильм увидела Великобритания — там он вышел 23 февраля 2004 года/

## Сюжет
Бриттани Хэверс вот-вот унаследует состояние своего отчима Найлза после его гибели в результате падения его самолёта. Одноклассница Бриттани, Майа, неожиданно делает заявление, что является родной незаконнорождённой дочерью Найлза. Результаты генетического теста показывают, что Майа действительно дочь Найлза. Ненависти Бриттани по отношению к Майе нет предела, но… В своём доме Бриттани встречается с Майей и доктором, проведшим тест — их встреча заканчивается групповым сексом…
Следователь Тэррэнс Бридж считает, что девушки — сообщницы-аферистки, и на самом деле ни одна из них не имеет прав на состояние Найлза. Когда он получает доказательства, Тэррэнс начинает шантажировать девушек, требуя половину всей суммы. Бриттани собирается убить Тэррэнса, но случайно стреляет и попадает в Майю со смертельным исходом. Тогда Бриттани предлагает Тэррэнсу сделку…
Бриттани строит свой коварный план, подставляет Бриджа, и мужчина отправляется в тюрьму. Девушка встречается с… Найлзом, которые вовсе не погиб. Кроме того, они любовники, их целью было избавиться от Майи и получить огромную страховку после его смерти. Они отправляются в полёт на частном самолёте, и девушка выбрасывает Найлза с огромной высоты прямо в океан. Затем она выпрыгивает из самолёта сама и приземляется с парашютом в воду, где на лодке её ждёт мать.
В эпилоге картины Бриттани и её мать наслаждаются идеальной жизнью на экзотическом острове — ясно, что женщины спланировали всё с самого начала, чтобы получить деньги Найлза. Перед самыми титрами Бриттани приносит выпить своей матери, и всё намекает на то, что девушка отравила её, хотя зрителям это не показано.

## В ролях
- Лайла Арчиери — Майя Кинг
- Сьюзан Уорд — Бриттани Хэверс
- Кэти Стюарт — Шеннон
- Дорит Вулф — студентка
- Бретт Гилберт — Титч
- Майкл Шеффо — директор Мосстер
- Линден Эшби — детектив Майкл Моррисон
- Джо Майкл Бёрк — Джулиан Хэйнс
- Чед Гордон — Кип Кипки
- Энтони Джон Дэнисон — Найлз Дюнлэп
- Кэти Нэфф — мать Бритни
- Ски Карр — Цисатриз
- Исайя Вашингтон — Тэрэнс Бридж
- Дилан Кассмэн — Ирвин Бриллман
- Кимберли Аткинсон — Тэрри Брюэр
- Лиа Кастилло — Энн Куртис

## Отзывы
Автор с сайта Film Critic отметил, что в картине нет ничего нового, и она «практически полностью повторяет все находки оригинального фильма. И хотя Сьюзан Уорд отлично смотрится в этом фильме, она — не Дэнис Ричардс». Обозроеватели с DVD Active отметили, что «картина не претендует на славу первого фильма, и если вам понравился оригинал — не стоит проходить мимо его продолжения». Многие также были приятно удивлены тем фактом, что на DVD-издании фильма присутствует любопытная документальная лента о создании фильма — «Making the Glades: The Making of Wild Things 2». Картина получила рейтинг R — детям до 17 лет обязательно присутствие родителей за довольно откровенные сексуальные сцены.
На сайте Rotten Tomatoes фильм собрал 32 % свежих помидоров.